# Equipo de Fed Cup de Canadá
El equipo Canadiense de Copa Billie Jean King es el representativo de Canadá en la máxima competición internacional a nivel de naciones del tenis femenino. El equipo jugó en el primer torneo de la historia en 1963.
Canadá ganó la edición de 2023. También ha llegado a las semifinales en 1988, y a cuartos de final en tres ocasiones en 1964, 1967 y 1987. Asimismo, sólo se ha ausentado a una Copa Fed desde la competición inaugural en 1963.